# Rafał Antoniewski
Rafał Antoniewski (nascut el 3 de desembre de 1980) és un jugador d'escacs polonès, que té el títol de Gran Mestre des de 2010.

## Resultats destacats en competició
Rafał Antoniewski era un dels millors júniors polonesos en edat juvenil. Va guanyar tres vegades el Campionat d'escacs juvenil de Polònia: 1995 (sub-16), 1996 (sub-16) i 1997 (sub-20). En dues ocasions va ocupar la 4a posició al Campionat d'Europa Juvenil d'escacs: 1994 (sub-14) i 1995 (sub-16). L'any 1996 va ser 12è al Campionat del Món Júnior d'escacs (sub-16) a Menorca.
El 2005 va guanyar el torneig Round-Robin a Solingen. El 2010 va guanyar el torneig obert de Liechtenstein. El 2014 va ser segon al Campionat d'escacs blitz de Polònia a Bydgoszcz. Rafał Antoniewski també ha competit amb èxit en diversos campionats polonesos d'escacs per equips (plata per equips els anys 2002 i 2010).